# Латеритні родовища нікелевих руд
Латеритні родовища нікелевих руд — це поверхневі, вивітрювані кірки, утворені на ультраосновних породах. На них припадає 73% континентальних світових ресурсів нікелю і в майбутньому будуть домінуючим джерелом для видобутку нікелю.

## Генезис і типи нікелевих латеритів
Латеритні нікелеві руди, утворені в результаті інтенсивного тропічного вивітрювання багатих на олівін ультраосновних порід, таких як дуніт, перидотит і коматіїт, та їх серпентинізованих похідних, серпентиніт, який складається здебільшого з серпентину силікату магнію і містить бл. 0,3% нікелю. Цей початковий вміст нікелю сильно збагачується в процесі латеритизації. Слід розрізняти два види латеритної нікелевої руди: лімонітові та силікатні.
Латерити типу лімоніту (або оксидного типу) дуже збагачені залізом завдяки дуже сильному вимиванню магнію та кремнезему. Вони складаються в основному з гетиту і містять 1-2% нікелю, включеного в гетит. Відсутність лімонітової зони в рудних родовищах пояснюється ерозією.
Нікелева руда силікатного типу (або сапролітового типу) утворилася під зоною лімоніту. Зазвичай він містить 1,5-2,5% нікелю і в основному складається зі збідненого Mg серпентину, до якого входить нікель. У кишенях і тріщинах серпентинітової породи зелений гарнієрит може бути присутнім у незначних кількостях, але з високим вмістом нікелю - переважно 20-40%. Він зв’язаний у новоутворених філосилікатних мінералах. Весь нікель в силікатній зоні вилуговується вниз (абсолютна концентрація нікелю) з вищезалеглої гетитової зони.

## Родовища руди
Типові родовища нікелевих латеритів – це родовища дуже великого тоннажу, низькоякісні, розташовані близько до поверхні. Зазвичай вони знаходяться в діапазоні від 20 мільйонів тонн і вище (це ресурс 200 000 тонн нікелю), а деякі приклади наближаються до мільярда тонн матеріалу. Таким чином, як правило, поклади нікель-латериту містять багато мільярдів доларів вартості металу, що міститься на місці.
Поклади руди цього типу обмежені зоною вивітрювання, що розвинулась над ультраосновними породами. Таким чином, вони мають тенденцію бути табличними, плоскими і дійсно великими, що охоплюють багато квадратних кілометрів поверхні Землі. Проте в будь-який момент площа родовища, що розробляється на нікелеву руду, значно менша, зазвичай всього кілька гектарів. Типова копальня з латериту нікелю часто функціонує як відкритий розріз або виробка відкритих гірничих робіт.